# Détruire, dit-elle
Détruire, dit-elle est un roman de Marguerite Duras paru le 1er mars 1969 aux éditions de Minuit. Il a été adapté dans un film homonyme réalisé par elle-même, avec Catherine Sellers et Michael Lonsdale.

## Éditions
- Les Éditions de Minuit, 1969  (ISBN 2-7073-0136-1).